# Безопасност на детски площадки
Безопасността на детските площадки обхваща редица условия, които трябва да защитят детето от опасности, които то не може да предвиди, когато използва съоръженията за игра на детската площадка по предвидения или по начин, който може да се очаква. В България изискванията, на които трябва да отговарят детските площадки, за да бъдат безопасни, се уреждат с БДС EN 1176:2008 — „Съоръжения и настилки за площадки за игра“ и Наредба №1 от 12 януари 2009 г. за условията и реда за устройството и безопасността на площадките за игра. В тези документи са описани особеностите на дизайна, размерите и конструктивните особености, които съоръженията за игра на детски площадки трябва да притежават. Една площадка за игра се счита за безопасна, когато всички съоръжения и настилки, разположени на площадката, отговарят на изискванията за безопасност и са произведени и изпитани в съответствие с техническите и конструктивните изисквания на стандартите.
Безопасността на детските площадки за игра за обществено ползване се гарантира с документ, удостоверяващ съответствието на дадено съоръжение с изискванията за безопасност. Този документ се издава от производителя на съоръжения за игра. В България съществуват два варианта за удостоверяване на това съответствие от страна на производителя:
1. Сертификат, издаден от акредитиран орган за сертификация, за съответствие на съоръжението за игра със съответните стандарти за съоръжения за игра;
2. Протоколи за проведените от производителя изпитвания на съоръжението в съответствие с изискванията на съответния стандарт и сертификати за вложените материали, когато производителят е въвел система за управление на качеството, съответстваща на БДС EN ISO 9001, или еквивалентен стандарт.